# À l'instinct
 (juillet 2025).
Si vous disposez d'ouvrages ou d'articles de référence ou si vous connaissez des sites web de qualité traitant du thème abordé ici, merci de compléter l'article en donnant les références utiles à sa vérifiabilité et en les liant à la section « Notes et références ».
À l'instinct est une série télévisée franco-belge diffusée en Belgique à partir du 28 janvier 2023 sur La Une et en France à partir du 3 février 2023 sur France 2. 
Cette fiction policière est une coproduction de Scarlett Production, France Télévisions, Be-FILMS et la RTBF (télévision belge).

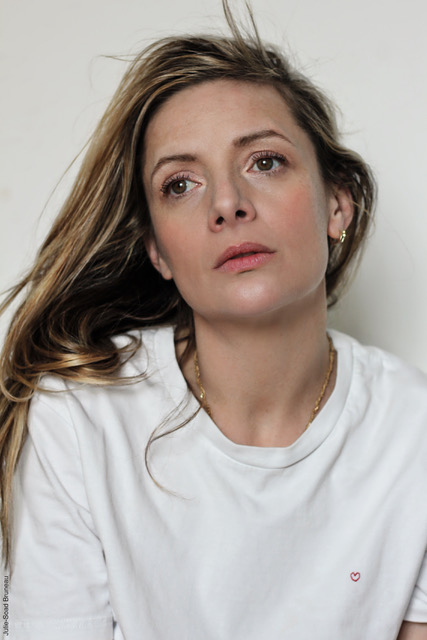
Charlie Bruneau.

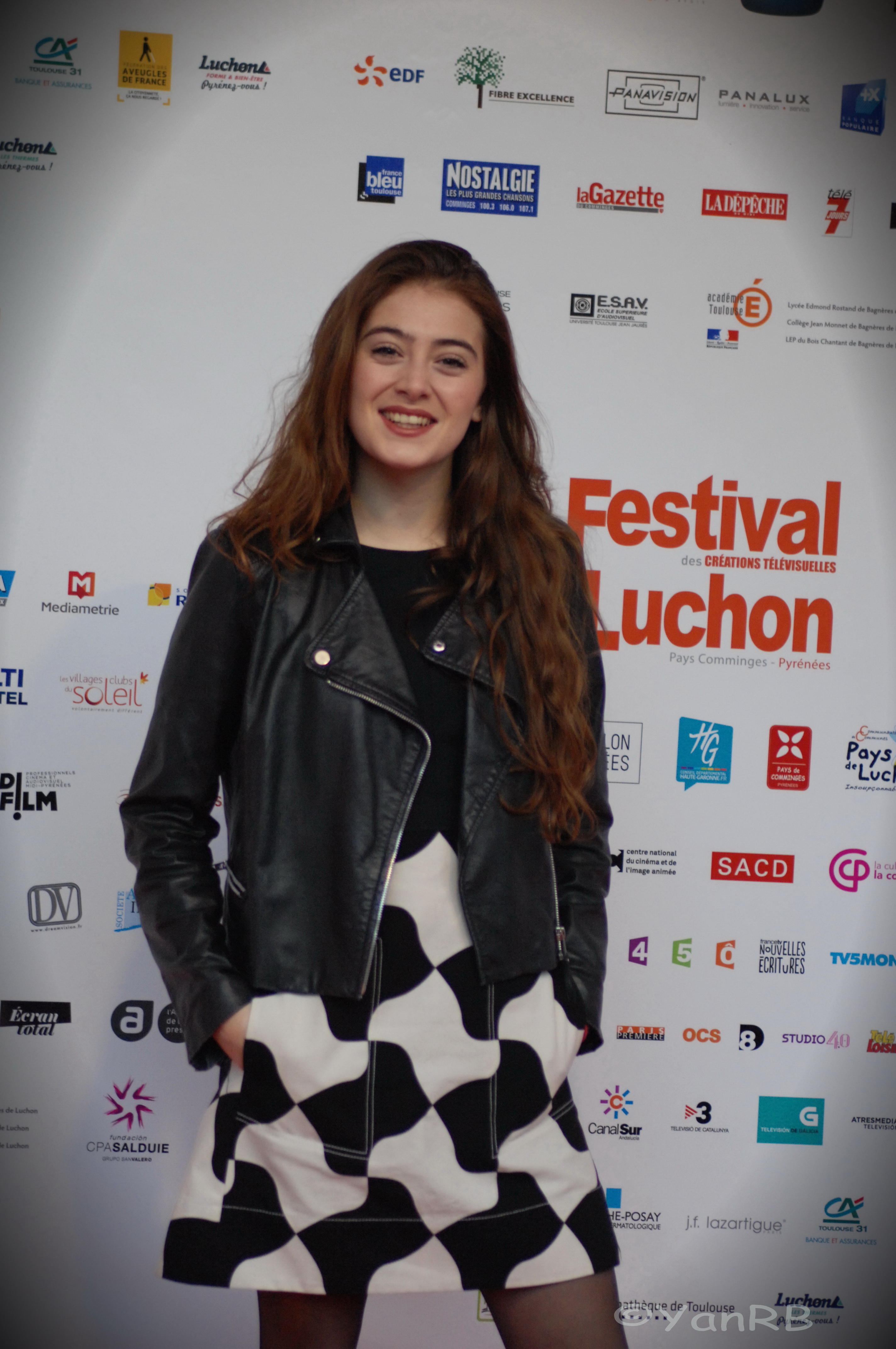
Camille Aguilar.

## Distribution principale
- Christopher Bayemi : capitaine Téva Royer
- Juliette Plumecocq-Mech : commandante Oriane Girard (à partir de l'épisode 2)
- Charlie Bruneau : capitaine Ana Kerjouan (épisode 1)

## Production

### Genèse et développement
Cette fiction policière est une coproduction de Scarlett Production, France Télévisions, Be-FILMS et la RTBF (télévision belge), réalisée avec la participation de la Radio télévision suisse (RTS) et de TV5 Monde, ainsi que le soutien de la région des Pays de la Loire.
La série est basée sur une idée originale de Benoît Valère développée par Benoît Valère, Alexandra Julhiet et Sandrine Gregor.
Le scénario est de la main de Benoît Valère et Alexandra Julhiet, et la réalisation est assurée par Myriam Vinocour.

### Tournage
Le tournage de l'épisode pilote a lieu du 19 septembre au 12 octobre 2022 à Nantes et dans sa région puis en Guyane (Cayenne) les 19 et 20 octobre 2022,.

### Fiche technique
Sauf indication contraire, les informations mentionnées dans cette section peuvent être confirmées par les bases de données cinématographiques IMDb et Allociné,  présentes dans la section « Liens externes ».
- Titre français : À l'instinct
- Genre : film policier
- Production : Florence Dormoy
- Sociétés de production : Scarlett Production, France Télévisions, Be-FILMS et la RTBF[1],
- Réalisation : Myriam Vinocour[1]
- Scénario : Benoît Valère et Alexandra Julhiet[1]
- Musique : Philippe Kelly
- Décors : Isabelle Quillard
- Costumes : Sophie Puig
- Photographie : Emmanuel Soyer
- Son : François de Morant
- Montage : Emmanuèle Labbe
- Maquillage : Valérie Théry
- Pays de production :  France /  Belgique
- Langue originale : français
- Format : couleur
- Durée : 90 minutes
- Dates de première diffusion :
  - Belgique : 28 janvier 2023 sur la Une
  - France : 3 février 2023 sur France 2[4]

## Épisodes

### Épisode 1:À l'instinct
- France : 3 février 2023 sur France 2

- Mayel Elhajaoui : Malik
- Camille Aguilar : Lieutenante Nicole Wokowska
- Bénédicte Choisnet : Olivia
- Solàn Machado Graner : Théo
- Djinda Kane : Djeneba Soumaré / Jade Acker
- Mossaï Montout : Maro
- Anne Loiret : Céline Le Cam
- Aladin Reibel : Yves Le Cam
- Valentin Naulin : Bastien Le Cam
- Jean-Louis Loca : Sabayo
- Yvan Naubron : Guillaume Malzieux
- Lucile Duchesne : Stella
- Sarah Viennot : Laura Bonnet, la femme SDF
- Frédéric Kontogom : Timea Wekerle
- Célie Verger : Isis Le Cam

### Épisode 2:En eaux profondes
- France : 13 juin 2025 sur France 2

- Ophélia Kolb : Diane Rexler
- Julien Boisselier : Louis Rocher
- David Clavel : Franck Debacq
- Sophie Le Tellier : Commandante Delcourt
- Pasquale d'Inca : Gilles Chapuis
- Thomas Bettencourt : Lieutenant Morel
- Michaël Perez : Nathan Laffont
- Ambroise Lafontaine : Maxence
- Aurélien Jacob : M. Azané
- Fanny Guidecoq : Caroline Lopes
- Sandrine Vallet : Esther Gaumont

### Épisode 3:La mort en marche
- France : 20 juin 2025 sur France 2

- Carole Bianic : Clémence Lemoine
- Éric Savin : Brice Lemoine
- Sara Martins : Émilie Charrier
- Nicolas Grandhomme : Chumberg
- Cyril Couton : Hubert Bollinger
- Nathan Darbonnel : Guillaume Marceau / Henric
- Lani Sogoyou : Lili
- Robert Moundi : Louis Larivière
- Maéva El Aroussi : Rose Larivière
- Mathieu Lourdel : Noé Dekerval
- Arthur Harlé : Théo Lemoine

## Accueil

### Audiences
| no | Titre             | Date de diffusion France | Téléspectateurs | Part d'audience | Classement | Référence |
| -- | ----------------- | ------------------------ | --------------- | --------------- | ---------- | --------- |
| 1  | À l'instinct      | 3 février 2023           | 5 020 000       | 25,8 %          | 1er        | [ 5 ]     |
| 2  | En eaux profondes | 13 juin 2025             | 3 700 000       | 22,9 %          | 1er        | [ 6 ]     |
| 3  | La mort en marche | 20 juin 2025             | 3 100 000       | 20,3 %          | 1er        | [ 7 ]     |

Légende
- Les plus hauts chiffres d'audience
- Les plus bas chiffres d'audience

### Accueil critique
Le magazine Télé 7 jours estime que « Charlie Bruneau et Christopher Bayemi forment un duo d'enquêteurs attachant ».
Pour l'hebdomadaire Télé Star, ce polar propose un « choc des cultures et des méthodes assez séduisant ».
Le magazine Télé 2 semaines donne 3 étoiles au téléfilm qui met en scène « un duo de policiers original pour une enquête palpitante ».
De son côté, l'hebdomadaire Télécâble Sat Hebdo donne 2 étoiles au téléfilm tout en trouvant l'écriture parfois lourde et caricaturale.